# Концентрациони логор Бухенвалд
Концентрациони логор Бухенвалд је био нацистички концентрациони логор основан на планини Етер близу Вајмара у Немачкој јула 1937. Био је један од првих и највећих концентрационих логора на тлу Немачке. У почетку се логор простирао на површину од 46 хектара, да би касније био проширен на 190 хектара.
Логораши су углавном радили као принудни радници у фабрикама оружја. Међу њима је било Јевреја, Пољака, политичких затвореника, Рома, Синта, Јеховиних сведока, криминалаца, хомосексуалаца и ратних заробљеника. Разне групе логораша су носиле обележја, па су тако политички заробљеници носили црвене ознаке, а криминалци зелене ознаке. Исељеници су били означени плавом, а хомосексуалци љубичастом бојом.
До 1942. већина политичких логораша били су комунисти и анархисти и политички затвореници, док се касније, након Кристалне ноћи, у новембру 1938. повећао број припадника разних фракција покрета отпора, као и преко 10.000 Јевреја. Ту су били затварани, између осталих, писци, лекари, уметници и бивше племство.
У логору је произведена четвртина оружја којом је располагала немачка војска током рата.
Између јула 1938. и априла 1945, кроз логор је прошло око 250.000 логораша, укључујући 168 западних ратних заробљеника. Иако Бухенвалд није био пројектован као логор смрти, већ као радни логор, у њему је умро велики број људи. Главни узрок смрти биле су болести због лоших услова живота у логору и изгладнелост. Потхрањени логораши изложени болестима радили су на тешким принудним радовима. Многи су страдали од експеримената на живим људима које су спроводили нацисти, или у насумичним ликвидацијама. Главни методи ликвидације коју су спроводили припадници СС били су вешање и стрељање. Укупан број умрлих се процењује на 56.545, од 266.000 логораша колико је прошло кроз Бухенвалд.
У јануару 1945. године, више од 10.000 логораша из Аушвица, али и других логора у Пољској је пребачено у Бухенвалд у маршевима смрти.
Америчке трупе 83. пешадијске дивизије ушле су у логор Бухенвалд 11. априла 1945. Ту су затекли 21.000 изгладнелих логораша.
Од 1945. до 1950. логор су користиле власти Совјетске окупационе зоне у Немачкој као специјални логор НКВД бр. 2. за нацисте и друге Немце.